# 新御徒町站
新御徒町站（日语：／ Shin-okachimachi eki */?）是位於日本東京都台東區，屬於東京都交通局（都營地下鐵）、首都圈新都市鐵道（筑波快線）的鐵路車站。

## 概要
此站有都營地下鐵的大江戶線與首都圈新都市鐵道的筑波快線停靠，是轉乘站。都營地下鐵的車站編號是「E 10」、筑波快線是「TX02」。

## 歷史
大江戶線、筑波快線開業前的暫時站名都是元淺草。
- 2000年（平成12年）12月12日：都營地下鐵車站開業。
- 2005年（平成17年）8月24日：首都圈新都市鐵道車站開業，變成轉乘站。

## 車站構造
都營地下鐵大江戶線、筑波快線皆在春日通下方，為島式月台1面2線的地下車站。兩線大廳在地下1樓，大江戶線月台在地下2樓，轉乘剪票口在地下3樓，筑波快線月台在地下4樓。
大江戶線站内大廳與月台、月台與轉乘剪票口層之間皆設有電梯，筑波快線站內也有電梯連攻大廳、轉乘剪票口層與月台。

### 東京都交通局
島式月台1面2線之地下車站。

#### 月台配置

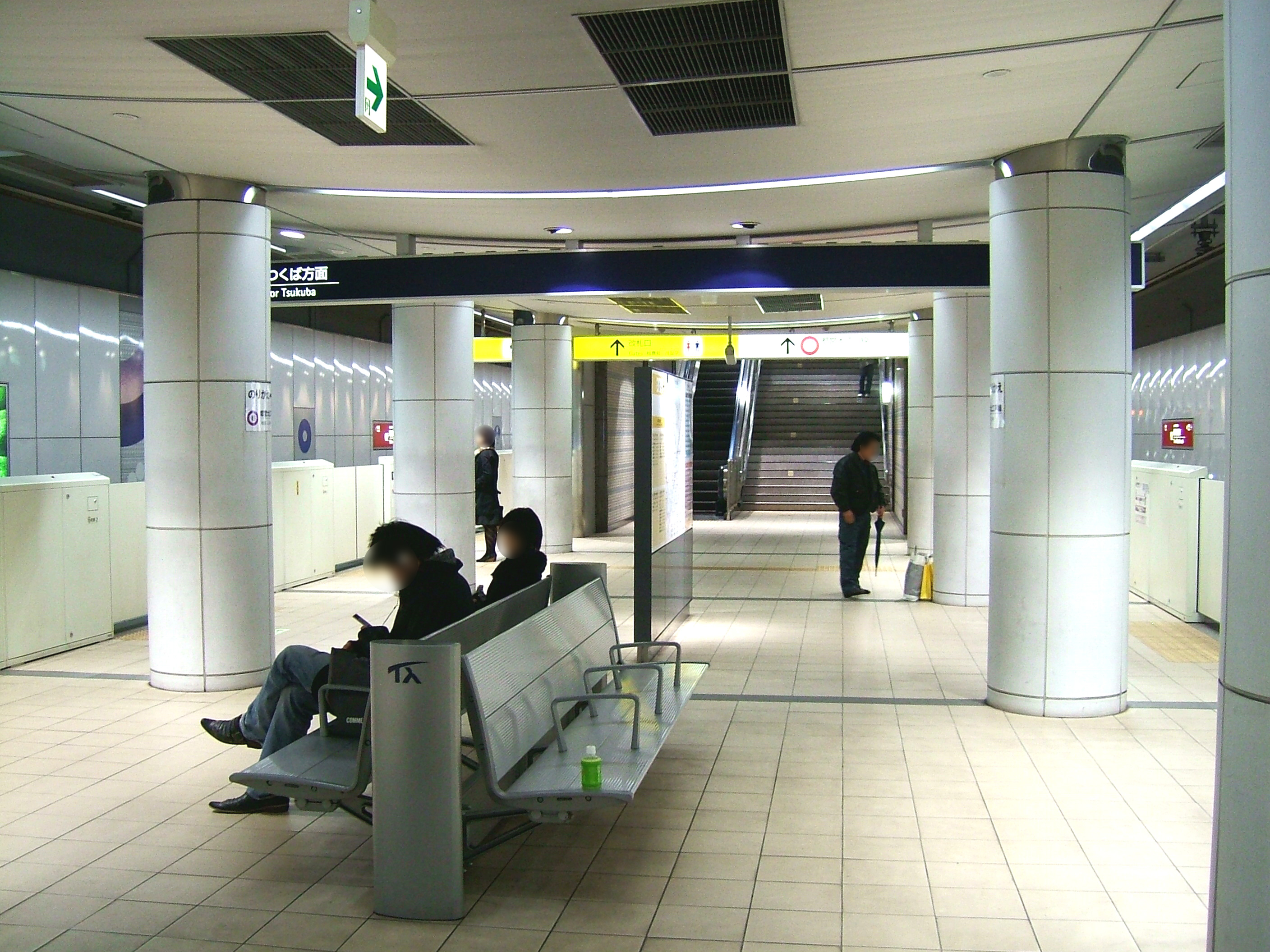
筑波快線站區月台

| 月台 | 路線     | 目的地                       |
| ---- | -------- | ---------------------------- |
| 1    | 大江戶線 | 飯田橋、新宿西口、都廳前方向 |
| 2    | 大江戶線 | 兩國、門前仲町、大門方向     |

（來源：都營地下鐵:車站構內圖 （页面存档备份，存于））
藏前側設有拖上線，班表上有數班本站起訖的班次。

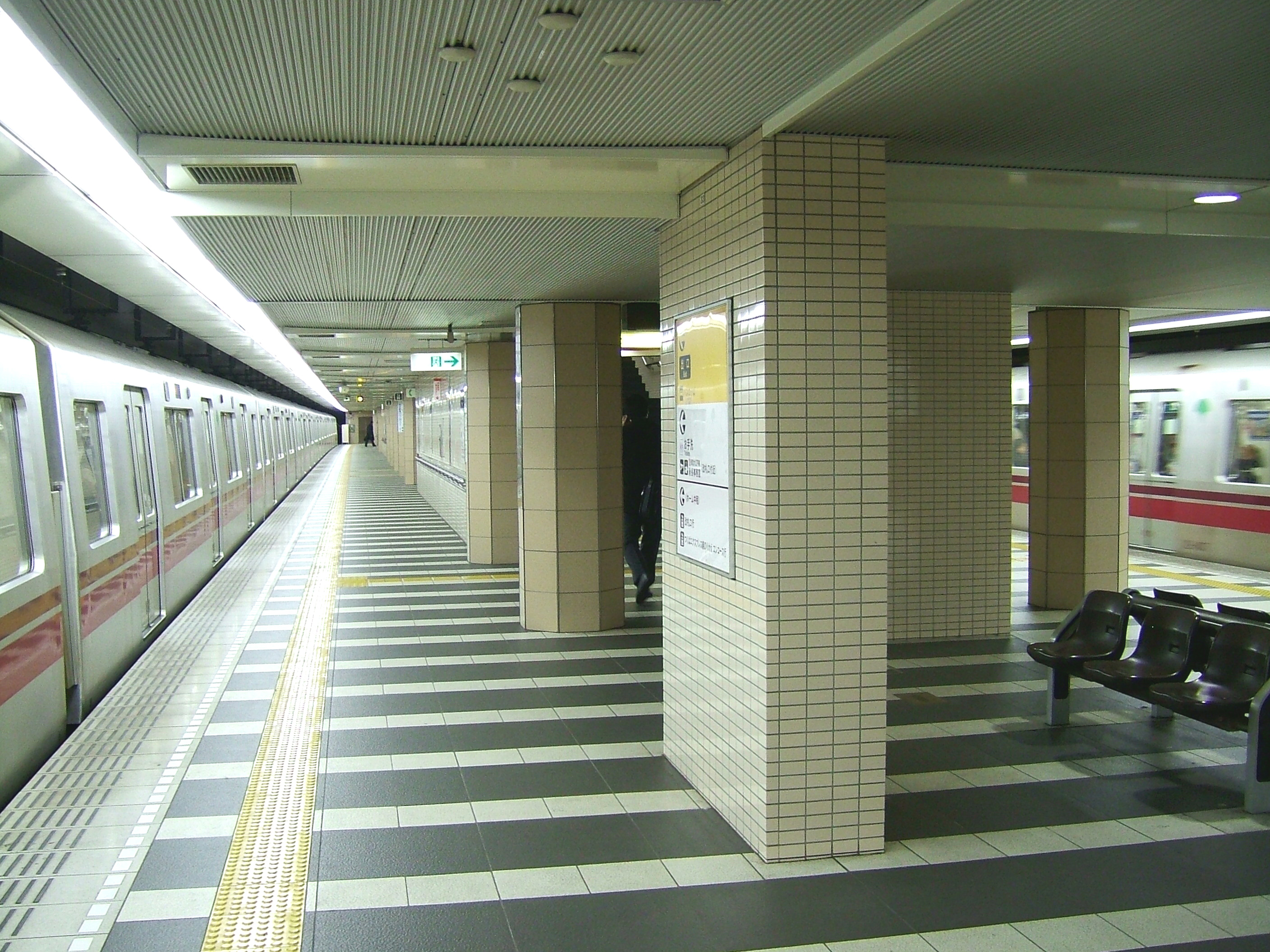
大江戶線站區月台（2006年12月）

### 首都圈新都市鐵道
島式月台1面2線之地下車站。

#### 月台配置
| 月台 | 路線     | 方向 | 目的地     |
| ---- | -------- | ---- | ---------- |
| 1    | 筑波快線 | 下行 | 筑波方向   |
| 2    | 筑波快線 | 上行 | 秋葉原方向 |

- 筑波快線站區月台

## 使用情況
- 都營地下鐵 - 2017年度一日平均上下車人次為52,281人（上車人次26,584人、下車人次25,697人）[1]。開業當時使用者並不多，2005年成為轉乘站後逐漸增加，2008年度突破3萬人，2012年度達4萬人次。
- 首都圈新都市鐵道 - 2017年度一日平均上車人次為20,310人[2]。

開業以來1日平均上下車、上車人次變化如下表。

開業以來每日平均上下車人次推移如下（首都圈新都市鐵道除外）。
| 年度               | 都營地下鐵         | 都營地下鐵 |
| 年度               | 1日平均 上下車人次 | 增長率     |
| ------------------ | ------------------ | ---------- |
| 2000年（平成12年） | 5,758              |            |
| 2001年（平成13年） | 6,912              | 20.0%      |
| 2002年（平成14年） | 8,050              | 16.5%      |
| 2003年（平成15年） | 9,284              | 15.3%      |
| 2004年（平成16年） | 9,615              | 3.6%       |
| 2005年（平成17年） | 14,897             | 54.9%      |
| 2006年（平成18年） | 23,805             | 59.8%      |
| 2007年（平成19年） | 29,826             | 25.3%      |
| 2008年（平成20年） | 33,754             | 13.2%      |
| 2009年（平成21年） | 36,165             | 7.1%       |
| 2010年（平成22年） | 38,095             | 5.3%       |
| 2011年（平成23年） | 38,535             | 1.2%       |
| 2012年（平成24年） | 41,056             | 6.5%       |
| 2013年（平成25年） | 43,399             | 5.7%       |
| 2014年（平成26年） | 45,195             | 4.1%       |
| 2015年（平成27年） | 48,354             | 7.0%       |
| 2016年（平成28年） | 50,263             | 3.9%       |
| 2017年（平成29年） | 52,281             | 4.0%       |

開業以來每日平均上車人次推移如下。
| 年度               | 都營地下鐵 | 首都圈 新都市鐵道 | 來源     |
| ------------------ | ---------- | ----------------- | -------- |
| 2000年（平成12年） | 2,764      | 未開業            | [ * 1 ]  |
| 2001年（平成13年） | 3,288      | 未開業            | [ * 2 ]  |
| 2002年（平成14年） | 3,828      | 未開業            | [ * 3 ]  |
| 2003年（平成15年） | 4,404      | 未開業            | [ * 4 ]  |
| 2004年（平成16年） | 4,638      | 未開業            | [ * 5 ]  |
| 2005年（平成17年） | 7,704      | 5,830             | [ * 6 ]  |
| 2006年（平成18年） | 12,642     | 8,563             | [ * 7 ]  |
| 2007年（平成19年） | 15,549     | 11,197            | [ * 8 ]  |
| 2008年（平成20年） | 17,342     | 12,825            | [ * 9 ]  |
| 2009年（平成21年） | 18,320     | 13,664            | [ * 10 ] |
| 2010年（平成22年） | 19,356     | 14,417            | [ * 11 ] |
| 2011年（平成23年） | 19,547     | 14,778            | [ * 12 ] |
| 2012年（平成24年） | 20,769     | 15,723            | [ * 13 ] |
| 2013年（平成25年） | 21,999     | 16,787            | [ * 14 ] |
| 2014年（平成26年） | 22,943     | 17,170            | [ * 15 ] |
| 2015年（平成27年） | 24,589     | 18,470            | [ * 16 ] |
| 2016年（平成28年） | 25,577     | 19,389            | [ * 17 ] |
| 2017年（平成29年） | 26,584     | 20,310            |          |

備註
1. 1 2  2000年12月12日開業。開業日起至翌年3月31日為止共計110日間資料。
2. ↑  2005年8月24日開業。開業日起至翌年3月31日為止合計219日間資料。

## 車站周邊
- 東京都道453號本鄉龜戶線（春日通）
- 首都圈新都市鐵道（A2出口的大樓為總部所在地）
- 元淺草郵便局
- 佐竹商店街
- 御數橫丁（日语：おかず横丁）
- 鳥越神社（日语：鳥越神社）
- 東京都立白鷗高等學校（日语：東京都立白鴎高等学校）
- 東京都立忍岡高等學校（日语：東京都立忍岡高等学校）
- 東京地下鐵銀座線稻荷町站（距離約600公尺）

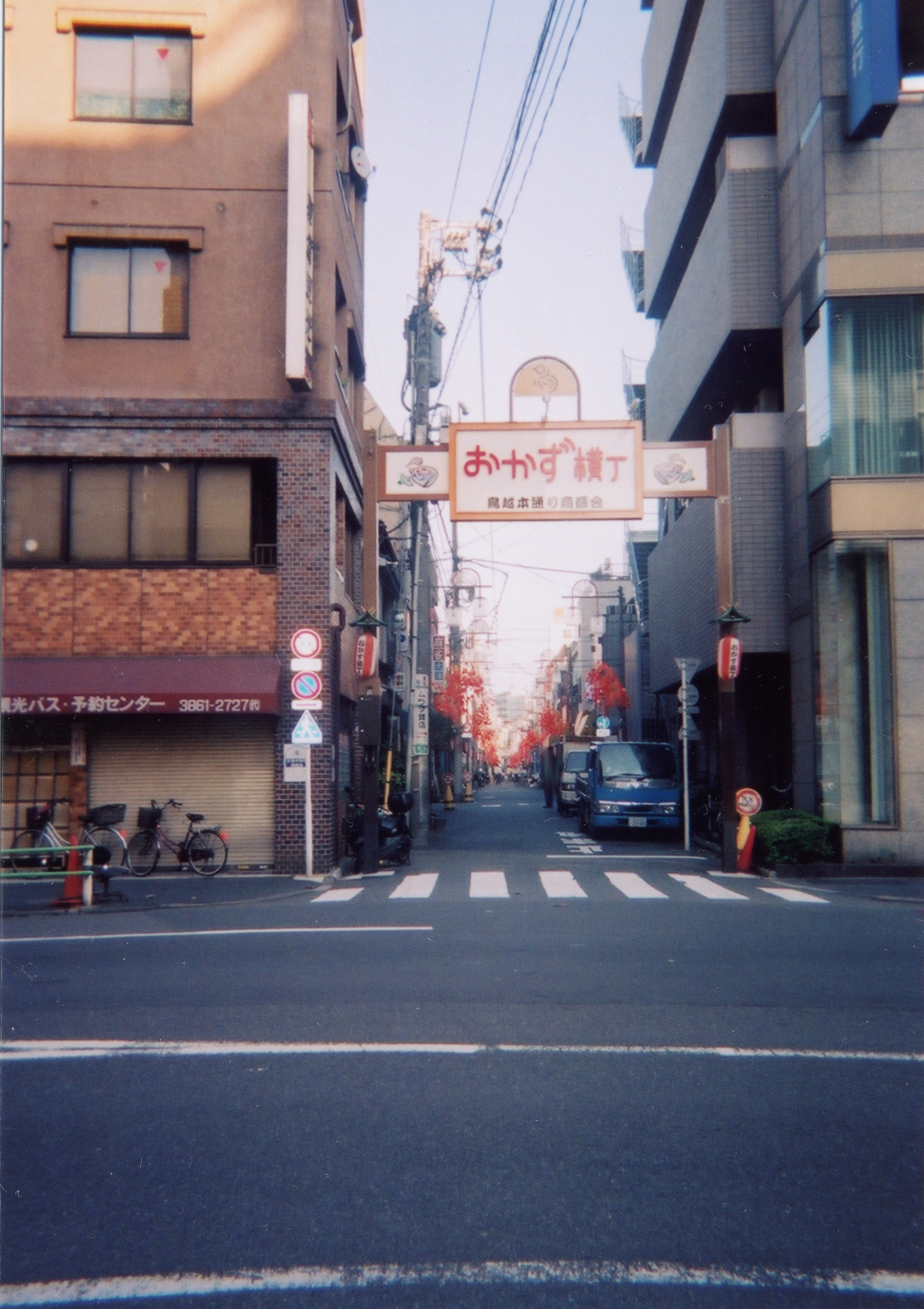
御數橫丁
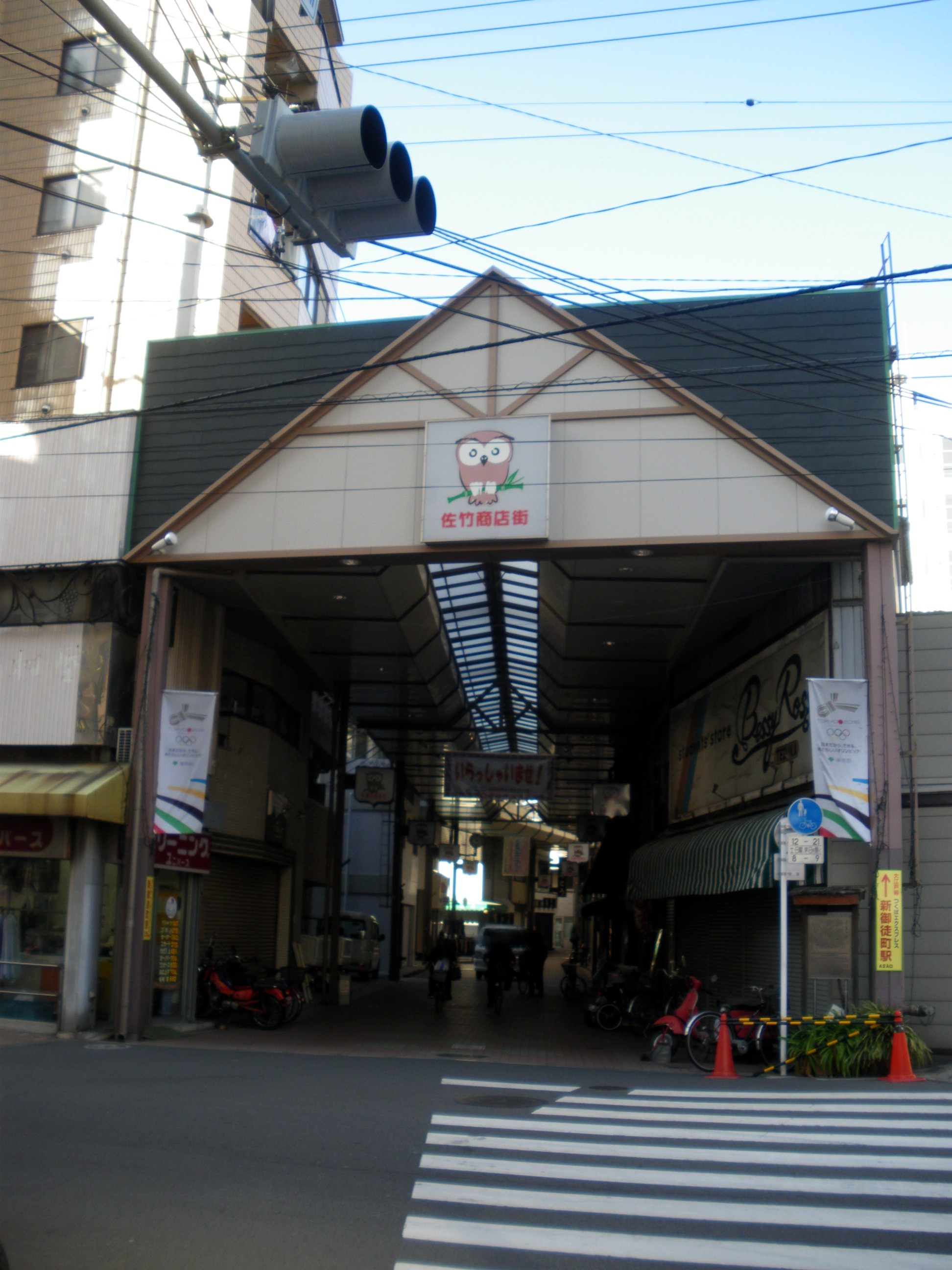
佐竹商店街

### 巴士路線
最近的巴士站是「新御徒町站前」。可搭乘都營巴士與台東區社區巴士｢めぐりん｣東西めぐりん與ぐるーりめぐりん。1號乘車處在東上野一丁目2番，2號乘車處在小島二丁目21番。都營大江戶線開業以前稱為「元淺草一丁目」。

#### 一般路線巴士
| 乘車處 | 系統 | 主要行經地                                   | 目的地   | 運行業者 |
| ------ | ---- | -------------------------------------------- | -------- | -------- |
| 1      | 都02 | 御徒町站、上野廣小路、春日站、茗荷谷站       | 大塚站   | ■都營    |
| 2      | 都02 | 元淺草三丁目、藏前站、本所一丁目、石原一丁目 | 錦糸町站 | ■都營    |

#### 社區巴士
| 乘車處 | 系統             | 主要行經地                                                                     | 目的地         | 運行業者 |
| ------ | ---------------- | ------------------------------------------------------------------------------ | -------------- | -------- |
|        | 東西めぐりん     | 永壽綜合醫院東、台東區役所、上野站、谷中、千駄木站、京成上野站、松谷、TX淺草站 | 淺草站（循環） | ■日立    |
|        | ぐるーりめぐりん | 永壽綜合醫院東、台東區役所、上野站入谷口、三之輪站、吉原大門、清川             | 淺草站（循環） | ■京成    |

## 相鄰車站
都營地下鐵
 大江戶線
上野御徒町（E 09）－新御徒町（E 10）－藏前（E 11）
 首都圈新都市鐵道
 筑波快線
■快速、■通勤快速、■區間快速、■普通
秋葉原（TX01）－新御徒町（TX02）－淺草（TX03）

### 來源
私鐵、地下鐵統計資料
1. ↑  各種報告書 （页面存档备份，存于） - 関東交通広告協議会
2. ↑  .   [2017-05-28]. （原始内容存档于2016-04-01）.

東京都統計年鑑
1. ↑  .   [2017-05-28]. （原始内容存档于2016-03-04）.
2. ↑  .   [2017-05-28]. （原始内容存档于2016-03-04）.
3. ↑  .   [2017-05-28]. （原始内容存档于2017-07-29）.
4. ↑  .   [2017-05-28]. （原始内容存档于2017-07-29）.
5. ↑  .   [2017-05-28]. （原始内容存档于2017-07-29）.
6. ↑  .   [2017-05-28]. （原始内容存档于2017-07-29）.
7. ↑  .   [2017-05-28]. （原始内容存档于2017-07-29）.
8. ↑  .   [2017-05-28]. （原始内容存档于2017-07-29）.
9. ↑  .   [2017-05-28]. （原始内容存档于2017-07-29）.
10. ↑  .   [2017-05-28]. （原始内容存档于2016-03-26）.
11. ↑  .   [2017-05-28]. （原始内容存档于2016-03-27）.
12. ↑  .   [2017-05-28]. （原始内容存档于2016-03-25）.
13. ↑  .   [2017-05-28]. （原始内容存档于2016-03-27）.
14. ↑  .   [2017-05-28]. （原始内容存档于2016-03-22）.
15. ↑  .   [2018-04-15]. （原始内容存档于2017-07-30）.
16. ↑  .   [2018-04-15]. （原始内容存档于2018-11-09）.
17. ↑  .   [2019-02-25]. （原始内容存档于2019-05-02）.

## 外部連結
- 新御徒町 - 東京都交通局（日語）
- 筑波快線 – 新御徒町站 （页面存档备份，存于）（繁體中文）

35°42′26″N 139°46′54″E / 35.7072°N 139.7818°E